# Глухівський сотник

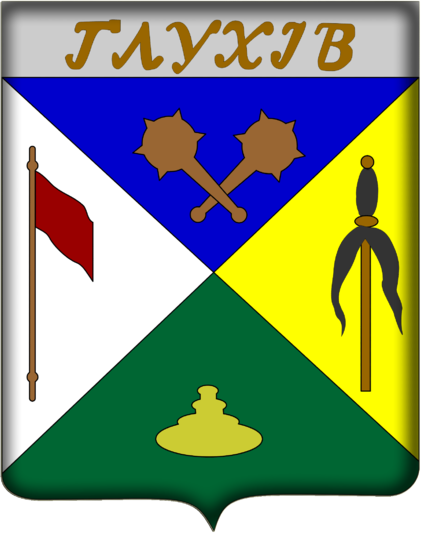

Глухівський сотник — особа, що очолювала військову і адміністративно-територіальну одиницю Глухівську сотню у Гетьманщині у 1648, 1654-1663 та 1665-1782 роках. 

## Історія
Глухів вже у 1648 році одержав статус сотенного міста і ввійшов до складу Ніжинського полку. Першим глухівським сотником в червні 1648 року став Юрій Годун. 
Глухівська сотня уже в 1654 році мала у своєму складі  280 козаків (без старшини). У Переяславі в числі інших восьми сотників і чотирьох осавулів Ніжинського полку присягав на вірність Московській державі й глухівський сотник Пилип Уманець. 

## Сотенна канцелярія
Глухівська сотня займала особливе місце в Гетьманщині, адже Глухів у 1708-1782 рр. був столичним містом. Глухівськими сотниками були представники відомих старшинських родин. 
Канцелярія складалась із сотника, городового отамана, сотенного писаря і сотенного осавула. 

## Сотники другої половини XVII століття
Після відновлення сотні у грудні 1653 року першим сотником став Пилип Іванович Уманець. Він перебував в уряді з невеликими перервами до січня 1668 р., брав участь у Переяславській раді, у Білоруському поході Івана Золотаренка 1654-1655 рр., а у 1658 р. здійснював за наказом Івана Виговського рейд у Рильський повіт Московського царства. Відзначився під час облоги Глухова польським військом в 1664 р., згодом став Ніжинським полковником. Пилип заснував у Глухівській сотні села Локня і Сліпород, до його володінь належали Студенок і Сварків. Його син Степан – у 1730-1732 рр. був глухівським городовим отаманом, а у 1732-1737 р. – глухівським сотником. 
В період гетьманування Юрія Хмельницького очолював глухівську сотню Василь Уманець.
Олексій Туранський став глухівським сотником десь після 1696 р.

## Глухівський період в історії України (1708-1782 рр.)
За правління гетьмана Івана Скоропадського у Глухові було лише два сотники А. Маркович та І. Мануйлович. Маркович (Маркевич) Андрій Маркович очолював глухівську сотню з 1709 по 1714 рр., потім він - полковник Лубенський та Генеральний підскарбій. Його старший син Яків є автором відомого 10-томного «Щоденника», який характеризує життя Гетьманщини того періоду. 
Мануйлович Іван Мануїлович також зробив успішну кар`єру. 14 років з 1714 по 1728 рік був глухівським сотником. За Павла Полуботка очолив Генеральну військову канцелярію, а після обрання гетьманом Д.Апостола став генеральним осавулом. 
За період правління Павла Полуботка згадується сотником Яким Федорович. За Данила Апостола у Глухові сотникували Федір Омельянович та Степан Уманець. За Кирила Розумовського – Матвій Маньківський та Дем’ян Туранський.

## Перелік сотників Глухівської сотні
- Годун Юрій (Юрко) (1648 р.).
- Вейчик Сахно Федорович (Вешняк) (1651 р.).
- Уманець Пилип Іванович (1653-1658 рр.).
- Мироновський Артем (1658 р.).
- Уманець Пилип Іванович (1658-1664 рр.).
- Жураховський Василь (1667 р.).
- Уманець Пилип Іванович (1668 р.).
- Жураківський (Жураховський) Яків Михайлович (1669-1671 рр.).
- Рубан Данило Семенович (1671 р.).
- Жураховський Яків Михайлович (1672-1677 рр.).
- Яловицький або Ялоцький (Єловицький) Василь Федорович (1678-1688 рр.).
- Грудяка Кіндрат Пилипович (1688-1689 рр.).
- Яловицький (Ялоцький) Василь Федорович (1689-1696 рр.).
- Туранський Олексій Михайлович (1699-1709 рр.).
- Маркевич (Маркович) Андрій Маркович (1709-1714 рр.).
- Мануйлович Іван Мануїлович (1714-1725 р.).
- Федорович Яким (1725).
- Омельянович Федір (1728).
- Уманець Степан Семенович (1732-1737 рр.).
- Маньківський Матвій (1738 р.).
- Туранський Дем'ян Олексійович (1740-1760 рр.).
- Уманець Петро Дем'янович (1760-1761 рр.).
- Уманець Семен Федорович (1761-1769 рр.).
- Славський Олександр Ілліч (1769-1782 рр.). [3][4][5]